# Сокол Кушта
Сокол Кушта (алб. Sokol Kushta, нар. 17 квітня 1964, Вльора) — албанський футболіст, що грав на позиції нападника за низку албанських, грецьких та кіпрських клубних команд, а також за національну збірну Албанії.
Дворазовий чемпіон Албанії. Володар Кубка Албанії. Володар Суперкубка Албанії. 

## Клубна кар'єра
У дорослому футболі дебютував 1981 року виступами за команду «Фламуртарі», в якій провів три сезони. 
Згодом у 1984–1987 роках захищав кольори «Партизані», у складі якого 1987 року виборов титул чемпіона Албанії, після чого повернувся до «Фламуртарі». Цього разу провів у складі його команди чотири сезони, протягом яких додав до переліку своїх трофеїв ще один титул чемпіона Албанії, ставав володарем Кубка і Суперкубка Албанії. У грі за Суперкубок Албанії 1990 року проти діючого чемпіона країни «Динамо» (Тирана) відзначився відразу хет-триком, що згодом дозволило його команді вибороти трофей у післяматчевих пенальті.
1991 року перебрався до Греції, де два роки захищав кольори «Іракліса», після чого протягом сезону грав за «Аполлон» (Каламарія). 
А завершував ігрову кар'єру на Кіпрі, де протягом 1994—1996 років провів по сезону в нікосійському «Олімпіакосі» та  «Етнікосі» (Ахна).

## Виступи за збірну
1985 року дебютував в офіційних матчах у складі національної збірної Албанії.
Загалом протягом дванадцятирічної кар'єри в національній команді провів у її формі 32 матчі, забивши 10 голів.

## Титули і досягнення
- Чемпіон Албанії (2):

«Партизані»: 1986-1987
«Фламуртарі»: 1990-1991
- Володар Кубка Албанії (1):

«Фламуртарі»: 1987-1988
- Володар Суперкубка Албанії (1):

«Фламуртарі»: 1990